# 줄리안 퀸타르트
줄리안 퀸타르트(프랑스어: Julian Quintart 쥘리앙 캥타르[*], 1987년 8월 24일 ~ )는 대한민국에서 활동하는 벨기에 출신의 방송인이다. 전에는 JTBC 《비정상회담》과 《내 친구의 집은 어디인가》에 출연했다.

## 생애
줄리안 퀸타르트는 1987년 8월 24일 에와유에서 베로니크 퀸타르트와 도미니크 사이에서 막내 아들로 태어났다. 형은 매튜이며, 누나는 벨리댄서인 마엘이다. 벨기에에서는 시험을 통과하면 월반이 가능했기 때문에 학교를 조금 일찍 졸업했다.
2004년 로타리 클럽(세계 최초의 봉사 클럽 연합체) 국제 교환 학생 프로그램으로 대한민국에 처음 오게 되었다. 충청남도 서천의 동강중학교에서 4개월 정도 한국어를 배웠고, 용인시 송담대학교 CAD과 단기 과정을 마쳤다. 1년 간의 교환 학생 기간을 마치고, 벨기에로 돌아와 진로를 고민하고 있던 차에 대한민국에서 찍었던 프로그램이 화제가 되어서 방송을 하자는 PD의 제의를 받아들이게 되었고, 현재까지 대한민국에서 다양한 활동을 하고 있다. 2021년 4월 벨기에 대사 부인 폭행 사건에 대해 벨기에 매체의 댓글을 보면 말이 되냐, 창피하다, 등의 비판과 벨기에 이미지를 안 좋게 만들어서 책임져야 한다는 내용이 대부분이라며 벨기에 국민으로서 대신 사과를 전하기도 하였다.

## 출연작

### 방송
- 《스펀지》 (KBS 2TV)
- 《잘먹고 잘사는 법 : 팔도유람기, 양희은의 시골 밥상》 (SBS, 2005년~2009년)
- 《시크레또 센세》 (Mnet, 2006년)
- 《도전 예의지왕》 (MBC, 2008년)
- 《히든 싱어》 (JTBC, 2014년)
- 《SNL 코리아 (시즌 5)》 (tvN, 2014년)
- 《매직아이》 (SBS, 2014년)
- 《비정상회담》 (JTBC, 2014~ 2015,2016년)
- 《학교 다녀오겠습니다》 (JTBC, 2014년) 14회~18회 (2014/10/11~2014/11/8)
- 《도서관이 살아있다》 (KBS2, 2014년)
- 《나 혼자 산다》 (MBC, 2014년) - 65회(14/08/08), 74회(2014/10/10)
- 《시청률의 제왕》 (KBS W, 2014년) - 줄리안, 에네스 편(2014/10/18)
- 《밥상의 신》 (KBS2, 2014년) - 대한민국 불떡볶이 편(2014/10/23)
- 《로맨스가 더 필요해》 (tvN, 2014년) - 31회(14/10/31)
- 《해피투게더》 (KBS2, 2014년) - 371회(2014/11/6)
- 《트루라이브쇼》 (스토리온, 2014년) - 29회(2014/11/7)
- 《식신로드》 (Y STAR, 2014년) - 208회(2014/11/15)
- 《휴먼다큐 사람이 좋다》 (MBC, 2014년) - 100회, 벨기에에서 온 긍정오리, 줄리안 편 (2014/11/22)
- 《MPD's MV코멘터리》 (Mnet, 2014년) - GOT7-하지하지마 편 (2014/11/27)
- 《내 친구의 집은 어디인가》 (JTBC, 2015년) - 1~10회
- 《2015 테이스티로드》 (Olive TV 2015년) - 5회(2015/2/14)
- 《우리집》 (JTBC, 2015년) (2015/2/23~2015/5/11)
- 《너의 목소리가 보여》 (Mnet, 2015년) (2015/2/26~2015/5/14)
- 《원나잇 스터디》 (Mnet, 2015년) - 9회(2015/5/13)
- 《우리동네 예체능》 (KBS2, 2015년)
- 《영재발굴단》 (SBS, 2015년) - 12회(2015/6/10)
- 《수요미식회》 (tvN, 2015년) - 22회(2015/6/24)
- 《창업스타》(SBS, 2015년) - (2015/7/3~2015/8/28)
- 《줄리안과 로빈 한국의 시민을 만나다》 (JTBC, 2016년) (2016/1/1)
- 《쿡가대표판정단》 (JTBC, 2016년)
- 《진짜 사나이》 (MBC, 2016년)
- 《어서와 한국은 처음이지》(MBC 에브리원, 2020년)
- 《지구청소자들》 (tvN STORY, 2022년)
- 《원픽-32강 크리에이터 토너먼트》 (MBC 에브리원, 2023년)
- 《톡파원 25시》 (JTBC, 2022년 ~ 현재)
- 《강심장VS》 (SBS, 2023년)
- 《아침마당》 화요초대석, 9671회 (KBS1, 2024년)

### 라디오
- 《굿모닝FM 전현무입니다》 (MBC FM4U, 2014년) - 줄리안, 에네스 (2014/08/02)
- 《최화정의 파워타임》 (SBS FM, 2014년) - 줄리안, 다니엘린네만 (2014/09/16)
- 《정준영의 심심타파》 (MBC 표준FM, 2014년) - 줄리안, 로빈 (2014/10/16)
- 《써니의 FM데이트》 (MBC FM4U, 2014년) - 줄리안, 에네스(2014/10/17)
- 《서태지와 비정상회담》 (카카오그룹, 2014년) - 줄리안, 샘오취리, 서태지(2014/10/24)
- 《정오의 희망곡 김신영입니다》 (MBC FM4U, 2014년) - 줄리안 (2014/10/30)
- 《김창렬 올드스쿨》 (SBS 파워FM, 2014년)
- 《슈퍼주니어의 키스 더 라디오》 (KBS cool FM, 2015년) - 줄리안 고정게스트 (2015/1/10~2015/2/28)
- 《두시의 데이트 박경림입니다》 (MBC FM4U, 2015년) - 줄리안 (2015/4/27)

### 광고
- 《던킨도너츠》 (2014년) - 뉴욕치즈크림, 맨하탄드립커피 편(인쇄)
- 《한국관광공사 - $10 Tour》 (2014년) - 북촌&서촌, 부산, 홍대 편
- 《LG 시네뷰》 (2014년) - 비상한 활용담 편
- 《빙그레 요파》 (2014년) - 가장 영양가없는 오빠 편
- 《제일모직 에잇세컨즈》 (2014년) - 비정상패션회담 편
- 《제일모직 삼청동 하티스트》 (2014년) - 기부를 쇼핑하다 편
- 《2015 이클레이 세계도시 기후환경총회》 - 홍보 대사
- 《호가든》 (2015년) - 모델
- 《실크로드, 경주》 (2015년) - 홍보 대사

### 드라마
- 《날아오르다》 (SBS, 2007년) - 다니엘 역
- 《떴다! 패밀리》 (SBS, 2015년) - 마이클 역
- 《착하지 않은 여자들》 (KBS2, 2015년) - 레이프 가렛 역
- 《냄새를 보는 소녀》 (SBS, 2015년)
- 《너의 등짝에 스매싱》 (TV조선, 2017년) - 박왕대 역
- 《나쁜 사랑》 (MBC, 2019년) - 레옹 역

### 영화
- 《동갑내기 과외하기 레슨 2》 (2007년) - 조지 역
- 《파파》 (2012년)
- 《앵두야 연애하자》 (2013년) - 샘 역

### DJ
- 《그린 플러그드》 (2013년) - Brad Project(버스커버스커 브래드, YANN & JULIAN)
- 《글로벌 개더링 코리아, GLOBAL GATHERING KOREA》 (2013~2014년) - YANN & JULIAN
- 《하이네켄 프레젠트 더 파이널 카운트다운 2015(Heineken Presents The Final Countdown 2015)》 (2014/12/31) - YANN & JULIAN
- 《레드불 뮤직 아카데미, Kenny dope》 (2015/3/12) - YANN & JULIAN
- 《2015 KEMF' DJ 페스티벌》
- 《2015 비욘드 더 풀 파티》 (2015/8/1)
- 《2015 Korea EDM Music Festival》 (2015/8/28~29)
- 《멀리서 온 정상급 미남들과의 수다》 (2015/8/29)

## 음반
- 그룹 봉주르 - 티에리·필립·줄리안의 팔도 유람기(2006년)